# ソーラ・システム (ガンダムシリーズ)
ソーラ・システムは、アニメ『機動戦士ガンダム』、『機動戦士ガンダム0083 STARDUST MEMORY』に登場する架空の兵器。地球連邦軍の対宇宙要塞戦支援兵器である。

## 概要
南極条約によって核兵器の使用を禁止されたことから、対アステロイド要塞のために用意された。原理は多数の小型ミラーパネルをもって太陽光エネルギーを集中して目標へ照射するというものである。使用されるミラーは20m×10mの大きさで2kgのものを使用し、照射の為にガスジェット式の姿勢制御バーニアで移動する。ミノフスキー粒子下で400万枚以上のミラーを用意して急速展開し（ワッケインの台詞によれば、展開の所要時間は15分）、集中コントロールする作業が必要である。焦点での温度は10,000度以上に達し、高熱によって溶解蒸発させる超大型の太陽炉とされる。
各ミラーの制御が複雑かつ大量であったため、ソロモンでの使用時は旗艦タイタンのメイン・コンピュータはパンクに近い状態になったとされる。一度ミラーを展開すれば攻撃をし続けられるものの、ミラーそのものは無防備な事から攻撃に脆く、使用には護衛艦隊が必要になる。

## 劇中での活躍

### 一年戦争
ソロモン攻略戦（チェンバロ作戦）
ジオン公国軍のソロモン要塞へ決定的な一撃を与えるための切り札として初めて投入され、第二艦隊（司令官：ティアンム中将）によって運用された。システムのコントロールは艦隊旗艦であるマゼラン級戦艦「タイタン」にて行われている。
第二艦隊によるソーラ・システムの設置が完了するまでの間、パブリク突撃艇によるビーム撹乱幕の展開を始めとする、第三艦隊（司令官：ワッケイン大佐）と第13独立部隊（＝ホワイトベース）による陽動が行われており、ソーラ・システムは使用の直前までジオン公国側に存在を悟られることなく、要塞右翼の第6スペースゲートを一瞬にして破壊したほか、照準軸をずらしながら照射を続け、甚大なダメージを与えることに成功した。
これをきっかけに地球連邦軍は防衛線を突破、ソロモン本体へジムやボールを主力とするモビルスーツ隊が取り付くことができた。
なおパブリクの展開したビーム撹乱幕はソロモン要塞からのビーム攻撃は阻んだものの、ソロモンを出撃したグワジン級戦艦「グワラン」を旗艦とするジオン艦隊の砲撃を受けてミラーの一部を損傷、照射が一時的に不可能となった。しかしその後ミラーパネルの再編成を行い、60%の出力で2回目の照射に成功。その際には集結してソーラ・システムに接近を試みていたジオン軍残存艦隊の大半を一瞬で薙ぎ払っている。これまでの地球連邦軍モビルスーツ隊の侵入も相まって最終的には、ジオン軍ソロモン要塞司令官ドズル・ザビ中将に要塞の放棄を決断させる直接の引き金になった。
ア・バオア・クー攻略戦
ソロモン攻略後、残るア・バオア・クー要塞攻略にも使用すべく主力艦隊により輸送されていたが、この途上にソーラ・レイの一撃により艦隊ごと消失した。漫画『機動戦士ガンダム THE ORIGIN』では、ソロモン攻略戦において要塞からの反撃でシステムが破壊されたことになっている。

### デラーズ紛争
一年戦争後、更に改良が加えられた「ソーラ・システムII」が開発された。これはデラーズ紛争において発生したコロニー落としを阻止するため、バスク・オム大佐率いる軌道艦隊が地球静止軌道上に展開した。
一年戦争時代のミラーが折りたたみ式だったのに対し、薄いミラー膜をロール状にして格納する方式によりMAの推進剤の噴射により簡単に吹き飛ばされるほどの軽量化が実現されている。小説版によればミラー枚数は減少しているにもかかわらず、焦点コントロール技術の向上により従来のものと同等以上の攻撃力があるとされているが、そのためにコントロールシステムが肥大化し、コロンブス級補給艦を改装した専用コントロール艦を必要とするようになってしまった。ただし専用コントロールシステムがなくとも威力は落ちるがある程度のコントロールは可能である。
焦るバスク・オム司令の命令により出力を100パーセント出せないまま照射を開始し、さらに照射直前にアナベル・ガトーによりコントロール艦を沈められ、出力が大幅に低下（小説版ではソーラ・システムIIの照射が1分間続けばコロニーを消滅させることが可能とされていたが、コントロール艦大破により移動を続けるコロニーに対して徐々に照準がずれてしまった。更に照射時間も30秒程度で停止してしまったため、破壊し切れなかった）。コロニーは破壊を免れ、阻止は失敗する（ただしコロニー護衛のために展開していたムサイ級巡洋艦数隻を消滅させた）。その後、ソーラ・システムIIの中心をコロニーが突破し、ミラーは中心と左舷側が全壊した。しかし、旗艦のサラミス級マダガスカルの制御により出力は25パーセント以下であるが、ミラー制御を可能とした。結果的に腹の虫がおさまらないバスクは、半ば私怨で残ったミラーを集め(漫画『機動戦士ガンダム0083 REBELLION』では、ヨルムンガンド照射)ノイエ・ジールを破壊しようとしたため、先鋒として展開していた味方艦隊の一部がこの攻撃に巻き込まれている。しかしノイエ・ジールに甚大なダメージを与えることには成功し、その後の特攻に追い込ませた。

### 第一次ネオ・ジオン抗争
漫画『機動戦士ガンダムΖΖ外伝 ジオンの幻陽』に登場。宇宙世紀0088年10月、地球へ降下したハマーン・カーン不在の小惑星アクシズを攻略するため、メッチャー・ムチャ率いるエゥーゴ艦隊によって「ソーラ・システムII」が運用された。
かつての一年戦争におけるチェンバロ作戦を踏襲しており、パブリクとビーム撹乱弾頭を搭載した可変型MSによるビーム撹乱幕形成後に出力を照射するものであったが、太陽光を吸収しエネルギーへ転換可能なネオ・ジオンの兵器「ラーフ・システム」により照射エネルギーは吸収。逆に設置された10本のハイパーメガ粒子砲の動力源として利用される形で撃ち返され、エゥーゴ艦隊およびシステムは大破し、攻略作戦は失敗に終わった。